# Wacław Maculewicz
Wacław Maculewicz (ur. 21 lipca 1893 w Wilnie, zm. między 16 a 19 kwietnia 1940 w Katyniu) – kapitan broni pancernych Wojska Polskiego, ofiara zbrodni katyńskiej.

## Życiorys
Był synem Józefa i Jadwigi z Anasińskich. Obrońca Lwowa w 1919, żołnierz Grupy Operacyjnej gen. Żeligowskiego w wojnie polsko-bolszewickiej.   
Po zakończeniu działań wojennych pozostał w wojsku. Ukończył w 1922 Szkołę Podchorążych Piechoty. W 1923 w stopniu kapitana ze starszeństwem z dniem 1 czerwca 1919 i 35 lokatą służył w 3 dywizjonie samochodowym. W 1928 był oficerem 8 dywizjonu samochodowego z którego w 1930 został przeniesiony do 6 dywizjonu samochodowego. W 1934 został przeniesiony do 6 batalionu czołgów i samochodów pancernych.
W czasie kampanii wrześniowej, po agresji ZSRR na Polskę, dostał się do niewoli sowieckiej lub został aresztowany przez NKWD w Wilnie. Według stanu z grudnia 1939 był jeńcem obozu w Kozielsku. Między 15 a 17 maja 1940 przekazany do dyspozycji naczelnika Zarządu NKWD Obwodu Smoleńskiego – lista wywózkowa 029/1 poz. 60 nr akt 526, z 13 kwietnia 1940. Został zamordowany między 16 a 19 kwietnia 1940 w lesie katyńskim przez funkcjonariuszy Obwodowego Zarządu NKWD w Smoleńsku oraz pracowników NKWD przybyłych z Moskwy na mocy decyzji Biura Politycznego KC WKP(b) z 5 marca 1940. Ofiary tej zbrodni grzebano w bezimiennych mogiłach zbiorowych, gdzie od 28 lipca 2000 mieści się oficjalnie Polski Cmentarz Wojenny w Katyniu. W miejscu tym prowadzone były ekshumacje i prace archeologiczne. Początkowo nie został zidentyfikowany podczas ekshumacji prowadzonej przez Niemców w 1943. Dopiero po powtórnej analizie w wojskowym niemieckim laboratorium w Smoleńsku zidentyfikowano Maculewicza. Przy jego szczątkach znaleziono: karty wizytowe, pismo z MSWojsk., plakietę, świadectwo szczepienia w Kozielsku nr 1782 i fotografie. Na liście dodatkowej Komisji Technicznej PCK figuruje pod numerem 01697. Na liście AM pod numerem 1697 zapisane jest nazwisko Władysława Brzozowskiego, innego oficera zamordowanego w Katyniu. Znajduje się na liście ofiar (pod nr 1697) opublikowanej w Gońcu Krakowskim nr 142, w Nowym Kurierze Warszawskim nr 146 z 1943. Krewni do 1990 poszukiwali informacji przez Biuro Informacji i Badań Polskiego Czerwonego Krzyża w Warszawie.
Był żonaty, miał syna.
5 października 2007 minister obrony narodowej Aleksander Szczygło mianował go pośmiertnie na stopień majora. Awans został ogłoszony 9 listopada 2007 w Warszawie, w trakcie uroczystości „Katyń Pamiętamy – Uczcijmy Pamięć Bohaterów”.

## Ordery i odznaczenia
- Krzyż Walecznych[22]
- Medal Pamiątkowy za Wojnę 1918–1921[3]
- Medal Dziesięciolecia Odzyskanej Niepodległości[3]
- Krzyż Kampanii Wrześniowej – pośmiertnie 1 stycznia 1986[23]